# 카를로 에마누엘레 3세
카를로 에마누엘레 3세(Carlo Emanuele III, 1701년 4월 27일 ~ 1773년 3월 20일)는 사르데냐 왕국의 국왕이다. 비토리오 아메데오 2세의 아들로, 1730년 아버지의 뒤를 이어 사르데냐 왕국의 국왕이 되었다. 1724년 헤센로텐부르크의 폴리세나와 두 번째로 결혼했다.
폴란드 왕위 계승 전쟁, 오스트리아 왕위 계승 전쟁 등에 참전하여 승전하였고, 1748년 강화 조약을 채결하여 사르데냐 왕국의 영토를 크게 늘렸다.
그는 7년 전쟁 도중 오스트리아로부터 참전을 권유받았으나 거절하였다. 또한 유능한 정치가였던 그는 여러 행정 개혁을 실시하는 한편 군대를 훈련시키는 등 사르데냐 왕국의 내정을 강화시켰다.
그는 1773년 3월 20일 아들인 비토리오 아메데오 3세에게 왕위를 물려주고 사망했다.

## 자녀
- 비토리오 아마데오 테오도르(1723~1725)
- 비토리오 아메데오 3세(1726~1796) 사르데냐 국왕
- 엘레오노라 마리아 테레사(1728~1781)
- 마리아 루이사 가브리엘라(1729~1767)
- 마리아 펠리치타(1730~1801)
- 주세페 카를로 에마누엘레 필리베르토 아우구스트(1731~1735)
- 카를로 프란체스코 로무랄도(1733~1733)
- 카를로 프란체스코 마리아 아우구스트(1738~1742)
- 마리아 비토리아 마르가리타(1740~1742)
- 베네딕토 마리아(1741~1808)